# U tami disko kluba
U tami disko kluba је prvi studijski album Alekse Jelića који је objavljen 2008. godine za PGP-RTS.